# Nadia Delago
Nadia Delago (ur. 12 listopada 1997 w Bressanone) – włoska narciarka alpejska, brązowa medalistka olimpijska.

## Kariera
Po raz pierwszy na arenie międzynarodowej pojawiła się 30 grudnia 2013 roku w Bormio, gdzie w zawodach juniorskich w slalomie nie ukończyła pierwszego przejazdu. W 2016 roku wystartowała na mistrzostwach świata juniorów w Soczi, zajmując między innymi 21. miejsce w zjeździe. Zajęła także dziesiąte miejsce w tej samej konkurencji podczas rozgrywanych dwa lata później mistrzostwach świata juniorów w Davos.
W zawodach Pucharu Świata zadebiutowała 20 stycznia 2019 roku w Cortinie d’Ampezzo, gdzie zajęła 32, miejsce w supergigancie. Pierwsze pucharowe punkty wywalczyła tydzień później w Garmisch-Partenkirchen, zajmując 28. miejsce w zjeździe.
Na igrzyskach olimpijskich w Pekinie w 2022 roku wywalczyła brązowy medal w zjeździe, ulegając tylko Corinne Suter ze Szwajcarii i swej rodaczce – Sofii Goggii. Był to jej pierwszy start olimpijski. Podczas rozgrywanych rok wcześniej mistrzostw świata w Cortinie d’Ampezzo zajęła piętnaste miejsce w zjeździe i ósme w rywalizacji drużynowej.
Jej siostra, Nicol, także została narciarką alpejską.

## Osiągnięcia

### Igrzyska olimpijskie
| Miejsce | Dzień     | Rok  | Miejscowość | Konkurencja | Czas biegu | Strata | Zwyciężczyni  |
| ------- | --------- | ---- | ----------- | ----------- | ---------- | ------ | ------------- |
| 3.      | 15 lutego | 2022 | Pekin       | Zjazd       | 1:31,87    | +0,57  | Corinne Suter |

### Mistrzostwa świata
| Miejsce | Dzień     | Rok  | Miejscowość       | Konkurencja      | Czas biegu | Strata | Zwyciężczyni     |
| ------- | --------- | ---- | ----------------- | ---------------- | ---------- | ------ | ---------------- |
| 15.     | 13 lutego | 2021 | Cortina d’Ampezzo | Zjazd            | 1:34,27    | +1,42  | Corinne Suter    |
| DNF1    | 15 lutego | 2021 | Cortina d’Ampezzo | Superkombinacja  | 2:07,22    | -      | Mikaela Shiffrin |
| 8.      | 17 lutego | 2021 | Cortina d’Ampezzo | Zawody drużynowe | -          | -      | Norwegia         |

### Mistrzostwa świata juniorów
| Miejsce | Dzień     | Rok  | Miejscowość | Konkurencja     | Czas biegu | Strata | Zwyciężczyni       |
| ------- | --------- | ---- | ----------- | --------------- | ---------- | ------ | ------------------ |
| 21.     | 27 lutego | 2016 | Soczi       | Zjazd           | 1:13,95    | +2,01  | Valérie Grenier    |
| DNF     | 29 lutego | 2016 | Soczi       | Supergigant     | 1:10,48    | –      | Nina Ortlieb       |
| DNF1    | 1 marca   | 2016 | Soczi       | Superkombinacja | 1:59,32    | -      | Aline Danioth      |
| 13.     | 8 marca   | 2017 | Åre         | Zjazd           | 1:25,27    | +1,70  | Alice Merryweather |
| 17.     | 9 marca   | 2017 | Åre         | Supergigant     | 1:15,10    | +3,35  | Nadine Fest        |
| DNF1    | 10 marca  | 2017 | Åre         | Superkombinacja | 2:09,05    | –      | Nadine Fest        |
| DNF     | 4 lutego  | 2018 | Davos       | Supergigant     | 1:12,22    | -      | Kajsa Vickhoff Lie |
| 22.     | 5 lutego  | 2018 | Davos       | Kombinacja      | 2:03,41    | +7,91  | Aline Danioth      |
| 10.     | 8 lutego  | 2018 | Davos       | Zjazd           | 1:10,10    | +0,86  | Kajsa Vickhoff Lie |

### Puchar Świata

#### Miejsca w klasyfikacji generalnej
- sezon 2018/2019: 120.
- sezon 2019/2020: 86.
- sezon 2020/2021: 55.
- sezon 2021/2022: 34.

#### Miejsca na podium
Delago nigdy nie stanęła na podium zawodów PŚ.